# إدغار جونسون ألين
إدغار جونسون ألين (بالإنجليزية: Edgar Johnson Allen)‏ (6 أبريل 1866–7 ديسمبر 1942) عالم أحياء بحرية بريطاني.